# Esma Aydemir
Esma Aydemir (ur. 1 stycznia 1992 w Karakeçili) – turecka lekkoatletka specjalizująca się w biegach długich, uczestniczka letnich igrzysk olimpijskich.

## Przebieg kariery
Zadebiutowała 7 czerwca 2009 podczas mistrzostw Turcji, na których otrzymała srebrny medal w konkurencji biegu na 3000 m. Dwa lata później wystartowała w mistrzostwach Europy juniorów, na tej imprezie sportowej zdobyła złoty medal w biegu na 5000 m oraz srebrny medal w biegu na 3000 m. W latach 2012–2015 zdobywała medale mistrzostw krajów bałkańskich, wśród których były dwa złote medale w biegu na 5000 m (2014, 2015). W 2013 sięgnęła po srebrny medal na igrzyskach solidarności islamskiej w konkurencji sztafet 4 x 400 metrów.
Uczestniczyła w lekkoatletycznych mistrzostwach Europy seniorów rozgrywanych w 2014 i 2016 roku. W Zurychu startowała w konkurencji biegu na 1500 m i odpadła w eliminacjach po zajęciu 8. pozycji w swej kolejce, natomiast w Amsterdamie wystąpiła w konkurencji półmaratonu – zajęła 5. pozycję z czasem 1:11:49. W 2016 uczestniczyła w igrzyskach olimpijskich w Rio de Janeiro, w ramach których wystąpiła w maratonie i zajęła 58. pozycję z rezultatem czasowym 2:39:59.
W 2017 otrzymała dwa srebrne medale na letniej uniwersjadzie w konkurencji półmaratonu (indywidualnie i drużynowo).
W latach 2011–2017 i 2019 brała udział w mistrzostwach Europy w biegach przełajowych, ale nie wywalczyła na nich żadnego medalu, najwyższą pozycję zajęła w 2015 roku, plasując się w tabeli wyników na 12. pozycji.
Jest dwukrotną mistrzynią Turcji – złote medale w biegu na 5000 m wywalczyła na mistrzostwach rozgrywanych w 2011 i 2013 roku.

## Osiągnięcia
| Rok     | Zawody                                    | Miasto         | Miejsce | Kategoria          | Wynik    |
| ------- | ----------------------------------------- | -------------- | ------- | ------------------ | -------- |
| 2010    | Mistrzostwa świata juniorów               | Moncton        | 7. SF   | bieg na 800 m      | 2:08,17  |
| 2010    | Mistrzostwa świata juniorów               | Moncton        | 20.     | bieg na 3000 m     | 9:43,03  |
| 2010    | Mistrzostwa Europy w biegach przełajowych | Albufeira      | 23.     | bieg juniorek      | 13:50    |
| 2011    | Mistrzostwa Europy juniorów               | Tallinn        | 2.      | bieg na 3000 m     | 9:19,61  |
| 2011    | Mistrzostwa Europy juniorów               | Tallinn        | 1.      | bieg na 5000 m     | 16:12,16 |
| 2011    | Mistrzostwa Europy w biegach przełajowych | Velenje        | 8.      | bieg juniorek      | 13:41    |
| 2012    | Mistrzostwa krajów bałkańskich            | Eskişehir      | 2.      | bieg na 1500 m     | 4:25,50  |
| 2012    | Mistrzostwa krajów bałkańskich            | Eskişehir      | 2.      | bieg na 3000 m     | 9:28,12  |
| 2012    | Mistrzostwa Europy w biegach przełajowych | Szentendre     | 31.     | bieg kobiet U23    | 22:18    |
| 2013    | Mistrzostwa krajów bałkańskich            | Stara Zagora   | 4.      | bieg na 800 m      | 2:10,04  |
| 2013    | Mistrzostwa krajów bałkańskich            | Stara Zagora   | DNF     | bieg na 5000 m     | N/A      |
| 2013    | Igrzyska solidarności islamskiej          | Palembang      | 5.      | bieg na 1500 m     | 4:21,49  |
| 2013    | Igrzyska solidarności islamskiej          | Palembang      | DNF     | bieg na 5000 m     | N/A      |
| 2013    | Igrzyska solidarności islamskiej          | Palembang      | DNF     | bieg na 10 000 m   | N/A      |
| 2013    | Igrzyska solidarności islamskiej          | Palembang      | 2.      | sztafeta 4 x 400 m | 3:53,26  |
| 2013    | Mistrzostwa Europy w biegach przełajowych | Belgrad        | 13.     | bieg kobiet U23    | 20:50    |
| 2013    | Młodzieżowe mistrzostwa Europy            | Tampere        | 11.     | bieg na 5000 m     | 16:28,68 |
| 2014    | Mistrzostwa Europy                        | Zurych         | 8. H    | bieg na 1500 m     | 4:16,90  |
| 2014    | Mistrzostwa krajów bałkańskich            | Pitești        | 1.      | bieg na 5000 m     | 15:58,25 |
| 2014    | Mistrzostwa Europy w biegach przełajowych | Samokow        | 38.     | bieg kobiet U23    | 24:36    |
| 2015    | Mistrzostwa krajów bałkańskich            | Pitești        | 1.      | bieg na 5000 m     | 15:51,17 |
| 2015    | Mistrzostwa Europy w biegach przełajowych | Hyères         | 12.     | bieg seniorek      | 26:04    |
| 2016    | Mistrzostwa Europy                        | Amsterdam      | 5.      | półmaraton         | 1:11:49  |
| 2016    | Letnie igrzyska olimpijskie               | Rio de Janeiro | 58.     | maraton            | 2:39:59  |
| 2016    | Mistrzostwa Europy w biegach przełajowych | Chia           | 29.     | bieg seniorek      | 26:52    |
| 2017    | Igrzyska solidarności islamskiej          | Baku           | 5.      | bieg na 10 000 m   | 32:57,57 |
| 2017    | Uniwersjada                               | Tajpej         | 2.      | półmaraton         | 1:14:28  |
| 2017    | Uniwersjada                               | Tajpej         | 2.      | półmaraton, druż.  | 3:55:13  |
| 2017    | Mistrzostwa Europy w biegach przełajowych | Šamorín        | 27.     | bieg seniorek      | 28:17    |
| 2018    | Mistrzostwa świata w półmaratonie         | Walencja       | 101.    | półmaraton         | 1:20:41  |
| 2019    | Mistrzostwa Europy w biegach przełajowych | Lizbona        | 14.     | bieg seniorek      | 28:43    |
| 2020    | Mistrzostwa świata w półmaratonie         | Gdynia         | 52.     | półmaraton         | 1:12:22  |
| Źródło: |                                           |                |         |                    |          |

## Rekordy życiowe
- bieg na 800 m – 2:04,01 (2 czerwca 2013, Izmir)
- bieg na 1500 m – 4:09,06 (19 maja 2012, Izmir)
- 1 mila – 4:31,28 (2 czerwca 2012, Stambuł)
- bieg na 3000 m – 9:11,28 (22 czerwca 2013, Gateshead)
- bieg na 5000 m – 15:50,05 (23 czerwca 2013, Gateshead)
- bieg na 10 000 m – 32:41,03 (10 czerwca 2017, Mińsk)
- 10 km – 33:51 (30 października 2016, Kocaeli)
- półmaraton – 1:11:49 (10 lipca 2016, Amsterdam)
- maraton – 2:35:22 (10 kwietnia 2016, Rotterdam)

Źródło: 